# Дубовская сельская община (Волынская область)
Дубовская сельская община (укр. Дубівська сільська громада) — территориальная община в Ковельском районе Волынской области Украины.
Административный центр — село Дубовое.
Население составляет 7291 человек. Площадь — 192,7 км².
В соответствии с распоряжением Кабинета Министров Украины от 12 июня 2020 года, в состав общины вошла территория Городищенского, Дубовского и Облапского сельских советов Ковельского района, а также Буциньского и Секуньского сельских советов упразднённого Старовыжевского района.

## Населённые пункты
В состав общины входит 10 сёл:
- Дубовое
- Буциньский старостинский округ:
  - Буцинь
  - Секунь
- Вербский старостинский округ:
  - Бахов
  - Вербка
- Облапский старостинский округ:
  - Городище
  - Гредьки
  - Красноволя
  - Мыслина
  - Облапы